# Аапилаток
Аапилаток или Аапилатток (на датски: Aapilattoq) е малко рибарско и ловно селище в община Каасуицуп в северозападна Гренландия. Разположено е на едноименния остров Аапилаток, който е в състава на архипелага Упернавик. В близост до него се намират селищата Нааяат, Упернавик, Иннарсуит и Кангерсуацяк. Към 2010 населението на Аапилаток е 180 души, а най-много жители е имал през 1999, когато в селището е имало 222 души. Аапилаток е създаден като постоянно селище през 1805 година.
Като много други селища в Гренландия най-лесният начин да се стигне до Аапилаток е по въздух, а през лятото и есента е възможно и по воден път. Еър Грийнланд осъществяват редовни полети с хеликоптер от Упернавик до Аапилаток.
Селището става търговски пост през 1850-те. Повечето жители се занимават с лов и риболов, а някои са заети в местната рибна фабрика. През цялата година се ловят палтус и белуга, както и се ловуват тюлени, тъй като морето около селището обикновено е свободно от лед през зимата.
Както в повечето селища в Гренландия, няма улици, а само дъсчени настилки и дървени стълбища. В градчето има електрическа централа, помпена станция, училище за 32 деца и голям магазин. Разполага с библиотека и там се провеждат повечето обществени събития. Всички те са оборудвани с най-съвременна техника, а жителите на Ааполаток имат постоянен достъп до интернет, телевизия и мобилни услуги. Домовете обаче нямат течаща вода, магазините се затварят в 16:00 ч., а интернет връзките са твърде бавни.